# Гміна Лунінєц
Ґміна Лунінєц — колишня (1928—1939 рр.) сільська ґміна Лунинецького повіту Поліського воєводства Польської республіки. Центром ґміни було місто Лунинець.
Ґміну Лунінєц було утворено розпорядженням Міністра внутрішніх справ Польщі 23 березня 1928 р.. До новоствореної ґміни включені поселення:
- з ліквідованої сільської ґміни гміна Лунін — села: Біле Озеро, Бостинь, Дубівка, Ловча, Лунін, Мелесниця, Вілька, Замошшя, фільварки: Бостинь, Хмільники, Кристинів, колонія: Неходина, залізничні станції: Луща і Ловча;
- з ліквідованої сільської ґміни гміна Кожангрудек — села: Боровці, Бродниця, Двірець, Дятловичі, Язвинки, Язівка, Купівці, Рокитно, Вічин, Вілька, фільварки: Цна, Двірець, Язвинки, Любожерде, Новий-Двір, Тересин, Вілька, колонія: Язвинки, залізнична станція: Дятловичі, цегельня: Дятловичі.

Розпорядженням Ради Міністрів Польщі 15 травня 1937 р. вилучено фільварок Ляховець з сільської ґміни Погост Зогородзкі Пінського повіту і передано до ґміни Лунінєц Лунинецького повіту.
15 січня 1940 р. ґміна була ліквідована через утворення Лунінецького району Пінської області.